# Potential delta
Na mecânica quântica, o potencial delta é um poço de potencial matematicamente descrito pela função delta de Dirac - uma função generalizada. Qualitativamente, corresponde a um potencial que é zero em todos os lugares, exceto em um único ponto, onde leva um valor infinito.

## Potencial delta único
A equação de Schrödinger independente do tempo para a função de onda ψ(x) de uma partícula em uma dimensão em um potencial V(x) é
{\displaystyle -{\frac {\hbar ^{2}}{2m}}{\frac {d^{2}\psi }{dx^{2}}}(x)+V(x)\psi (x)=E\psi (x)~,}
onde ħ é a constante reduzida de Planck e E é a energia da partícula.
O potencial delta é o potencial
{\displaystyle \displaystyle V(x)=\lambda \delta (x)~,}
onde δ(x) é a função delta de Dirac.

É chamado um potencial de poço delta se λ é negativo e um potencial de barreira delta se λ é positivo. O delta foi definido para surgir na origem por simplicidade; uma mudança no argumento da função delta não altera nenhum dos resultados procedentes.

## Calculando a função de onda
Para calcular a função de onda que satisfaz a equação de Schrödinger independente do tempo, primeiro substituímos V(x) = λδ(x), ficando com:
{\displaystyle -{\frac {\hbar }{2m}}{\frac {d^{2}\psi }{dx^{2}}}(x)+\lambda \delta (x)\psi (x)=E\psi (x)}

#### Para x ≠ 0:
Da própria definição da função delta de Dirac, sabemos que V(x) = 0  para todo x ≠ 0. Assim, nesse intervalo, a equação de Schrodinger que governa essa região, será a seguinte:
{\displaystyle -{\frac {\hbar }{2m}}{\frac {d^{2}\psi }{dx^{2}}}(x)=E\psi (x)}
Cujas soluções já são conhecidas de outros exemplos mais simples (equação de onda para a partícula livre), que são:
{\displaystyle \psi (x)=Ae^{\kappa x}+Be^{-\kappa x}}
onde
{\displaystyle \kappa ={\frac {\sqrt {-2mE}}{\hbar }}}
Entretanto, essa combinação linear tem de satisfazer condições de contorno. A função de onda não pode ir a infinito em nenhuma direção. Então, escolhemos a solução {\displaystyle Ae^{\kappa x}} para ser a solução para {\displaystyle x<0} e {\displaystyle Be^{-\kappa x}} para ser a solução para {\displaystyle x>0}. Assim, a função de onda não tende ao infinito em nenhuma direção do espaço. Outra condição de contorno, será que a função de onda deve ser uma função contínua, desta forma, obteremos que {\displaystyle A=B} e então, a equação de onda será dada por:
{\displaystyle \psi (x)={\begin{cases}Ae^{\kappa x},&x<0\\Ae^{-\kappa x},&x>0\end{cases}}}
Para obter a constante de normalização, precisamos integrar o módulo ao quadrado da função de onda por todo de espaço, e exigir que este seja igual a 1 (ou seja, como o módulo quadrado da função de onda nos dá a função densidade de probabilidade de encontrar a partícula, integra-la por todo o espaço tem de nos dar 100% de chance da partícula estar em algum lugar do espaço). 
{\displaystyle \int _{-\infty }^{\infty }|\psi (x)|^{2}dx=1}
Logo, como {\displaystyle |e^{x}|=e^{x},\forall x\in \Re }
{\displaystyle \int _{-\infty }^{0}A^{2}e^{2\kappa x}dx+\int _{0}^{\infty }A^{2}e^{-2\kappa x}dx=1\Rightarrow A^{2}(\int _{-\infty }^{0}e^{2\kappa x}dx+\int _{0}^{\infty }e^{-2\kappa x}dx)=1}
Assim, usando propriedades das exponenciais e das integrais e calculando-as:
{\displaystyle 2A^{2}\int _{0}^{\infty }e^{-2\kappa x}dx=2A^{2}({\frac {e^{-\infty }-e^{0}}{-2\kappa }})={\frac {A^{2}}{\kappa }}=1}
Então, a constante de normalização
{\displaystyle A={\sqrt {\kappa }}={\frac {\sqrt {m\lambda }}{\hbar }}}

Assim, obtemos a função de onda normalizada:
{\displaystyle \psi (x)={\frac {\sqrt {m\lambda }}{\hbar }}e^{-{\frac {m\lambda }{\hbar ^{2}}}|x|}}

## Nível de energia
Para obter o nível de energia, devemos utilizar a equação de Schrödinger com o potencial delta:
{\displaystyle -{\frac {\hbar ^{2}}{2m}}{\frac {d^{2}\psi }{dx^{2}}}(x)+\lambda \delta (x)\psi (x)=E\psi (x)}
E então, integrar essa equação sobre o intervalo {\displaystyle x\in [-\epsilon ,\epsilon ]}, da seguinte forma:
{\displaystyle \int _{-\epsilon }^{\epsilon }-{\frac {\hbar ^{2}}{2m}}{\frac {d^{2}\psi }{dx^{2}}}(x)+\lambda \delta (x)\psi (x)dx=\int _{-\epsilon }^{\epsilon }E\psi (x)dx}
Utilizando-se do fato da integração ser um operador linear, podemos separar o lado esquerdo em duas integrais:
{\displaystyle \int _{-\epsilon }^{\epsilon }-{\frac {\hbar ^{2}}{2m}}{\frac {d^{2}\psi }{dx^{2}}}(x)dx+\int _{-\epsilon }^{\epsilon }\lambda \delta (x)\psi (x)dx=\int _{-\epsilon }^{\epsilon }E\psi (x)dx}
Então, sendo {\displaystyle -{\frac {\hbar }{2m}}} constante, tiramos da integração, e, como a função de onda é bem comportada, podemos integrar a derivação, e, utilizando a propriedade de filtragem da delta de dirac na segunda integral, teremos:
{\displaystyle -{\frac {\hbar ^{2}}{2m}}({\frac {d\psi }{dx}}(\epsilon )-{\frac {d\psi }{dx}}(-\epsilon ))+\lambda \psi (0)=\int _{-\epsilon }^{\epsilon }E\psi (x)dx}
Derivando a função de onda, se tem:
{\displaystyle {\frac {d\psi }{dx}}(x)={\begin{cases}A\kappa e^{\kappa x},&x<0\\-A\kappa e^{-\kappa x},&x>0\end{cases}}}
Fazendo {\displaystyle \epsilon \rightarrow 0}, o lado direito da equação tenderá a zero, pois o intervalo de integração tenderá a zero. A derivada da função de onda:
{\displaystyle \lim _{\epsilon \rightarrow 0}{\frac {d\psi }{dx}}(\epsilon )={\begin{cases}A\kappa ,&\epsilon <0\\-A\kappa ,&\epsilon >0\end{cases}}}
Assim, como {\displaystyle \psi (0)=A}:
{\displaystyle -{\frac {\hbar ^{2}}{2m}}(-2A\kappa )=\lambda A\Rightarrow \kappa ={\frac {2m\lambda }{\hbar ^{2}}}}
Como {\displaystyle \kappa ={\frac {\sqrt {-2mE}}{\hbar }}} e isolando a energia, obteremos o nível de energia:
{\displaystyle E=-{\frac {m\lambda ^{2}}{2\hbar ^{2}}}}